# Pentàgon Leaks
Pentàgon Leaks fa referència a la filtració de documents classificats dels Estats Units d'Amèrica (EUA) que van començar a circular per Twitter, Telegram i 4chan l'abril de 2023. Els documents es relacionen principalment amb la guerra russo-ucraïnesa, però també inclouen informes dels serveis d'intel·ligència sobre estats com Corea del Sud, Xina, Iran i els Emirats Àrabs Units. Jack Teixeira, un jove de vint-i-un anys membre de la Guàrdia Nacional Aèria de Massachusetts va fotografiar els documents a casa dels seus pares a Dighton i els va publicar a la plataforma de missatgeria instantània Discord, una xarxa social popular entre usuaris de videojocs, en un servidor anomenat Thug Shaker Central.
Els documents contenen notes operatives de l'Estat Major Conjunt dels Estats Units d'Amèrica. Diversos documents que cobreixen la batalla de Bakhmut suggereixen dificultats per a les Forces Armades d'Ucraïna per a contrarestar l'atac envoltant de les Forces Armades de Rússia i l'escassetat de subministraments a la zona. A més, es cobreixen les relacions entre Rússia i altres nacions, amb diversos documents que detallen els esforços del Departament Central d'Intel·ligència rus i l'organització paramilitar Grup Wagner per a promoure els interessos russos mentre minimitzen els valors estatunidencs. Altres documents revelen els intents del Grup Wagner d'adquirir armes a Turquia, membre de l'OTAN. Un conjunt de documents al·lega que el Mossad va promoure les protestes contra la reforma judicial a Israel de 2023 impulsada pel govern de Benjamín Netanyahu.
La filtració va provocar una crisi diplomàtica entre els Estats Units i els Five Eyes, l'aliança formada per Austràlia, Canadà, Nova Zelanda, Regne Unit i els EUA. Paral·lelament, el Departament de Justícia i l'FBI van obrir una investigació penal sobre el filtrador i els funcionaris estatunidencs van acusar Rússia d'estar darrere de la filtració. Ucraïna i Rússia van minimitzar la filtració i ambdós països van declarar que els documents contenien xifres distorsionades. Alguns països, com Corea del Sud i Egipte, van negar afirmacions específiques contingudes en les filtracions. El 13 d'abril, l'FBI va detenir Jack Teixeira en relació amb la filtració.

## Contingut
Els documents, principalment en forma de mapes i fotografies, es refereixen a l'espionatge dels EUA sobre altres estats i sobre i la invasió russa d'Ucraïna del 2022 i contenen detalls sobre els plans dels EUA i l'OTAN per a reforçar l'ofensiva d'Ucraïna en el conflicte o bé estimacions de les pèrdues de vides humanes que han sofert els exèrcits rus i ucraïnès. S'estima que el nombre de documents supera les 100 pàgines. Alts funcionaris estatunidencs van donar fe de la seva legitimitat, considerant que els documents són informes d'intel·ligència i operacions de l'Estat Major conjuntament amb el Pentàgon. Aparentment, els documents es van compilar a partir de múltiples fonts, com ara l'Agència de Seguretat Nacional (NSA), el Departament d'Estat i l'Agència Central d'Intel·ligència (CIA); en el darrer cas, una secció dels documents prové d'una actualització diària d'intel·ligència.
Els documents incloïen la llista de països que tenen petits contingents de forces especials militars que operen dins d'Ucraïna: el Regne Unit (50), Letònia (17), França (15), EUA (14) i els Països Baixos (1). Segons fons oficials, les forces especials dels EUA van ser enviades a l'ambaixada de Kíiv per a proporcionar seguretat i ajudar amb la supervisió dels equips i subministraments que s'envien a Ucraïna.
Les filtracions del document del Pentàgon també van revelar que el secretari general de l'ONU, António Guterres, va ser espiat per la Comunitat d'Intel·ligència dels Estats Units. Anteriorment, els EUA havien acusat Guterres de ser massa tou amb el president rus Vladímir Putin.

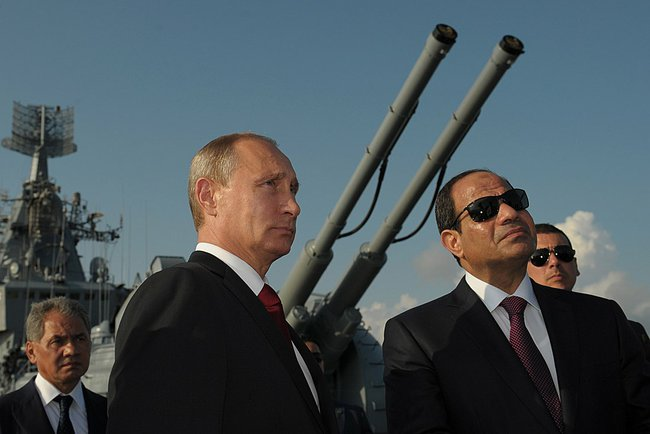
Diversos documents al·leguen que el president egipci Abdelfatah al-Sisi (dreta) planejava vendre coets a Rússia

Segons Reuters, el Grup Wagner tenia la intenció d'adquirir armes i equipament a Turquia per utilitzar-los a Ucraïna. Els documents també revelen que el president de Mali, Assimi Goïta, va confirmar que Mali podria adquirir armes de Turquia en nom del Grup Wagner.
Diversos documents al·leguen que el grup cibercriminal rus Zarya, actuant sota la direcció del Servei Federal de Seguretat, va comprometre l'adreça IP d'una companyia de gas canadenca i va ser capaç d'augmentar la pressió de la vàlvula, desactivar les alarmes i tancar les canonades. Un altre document afirma que els EUA havien estat espiant el president d'Ucraïna Volodímir Zelenski.
La filtració de documents classificats s'ha comparat amb la filtració de documents diplomàtics dels Estats Units del 2010-2011 per WikiLeaks i les revelacions sobre la vigilància global d'Edward Snowden. En comparació, Pentàgon Leaks contenia informació relativament recent sobre la invasió russa d'Ucraïna del 2022 que es podria utilitzar contra Ucraïna.